# Churibka
Churibka, Churajbika (arab. خريبكة, fr. Khouribga) – miasto w środkowym Maroku, w regionie Asz-Szawija-Wardigha, na Mesecie Marokańskiej, na południowy wschód od miasta Casablanca. Około 172 tys. mieszkańców.